# تانگول
تانگول (به انگلیسی: Thangool) یک شهرک در استرالیا است که در کوئینزلند واقع شده‌است.